# Мафра
Мафра (порт.  Mafra; ['mafɾɐ]) — город в Португалии, центр одноимённого муниципалитета в составе округа Лиссабон. Численность населения — 11,3 тыс. жителей (город), 76,7 тыс. жителей (муниципалитет). Город и муниципалитет входит в Лиссабонский регион и субрегион Большой Лиссабон. Входит в агломерацию Большой Лиссабон. По старому административному делению входил в провинцию Эштремадура.

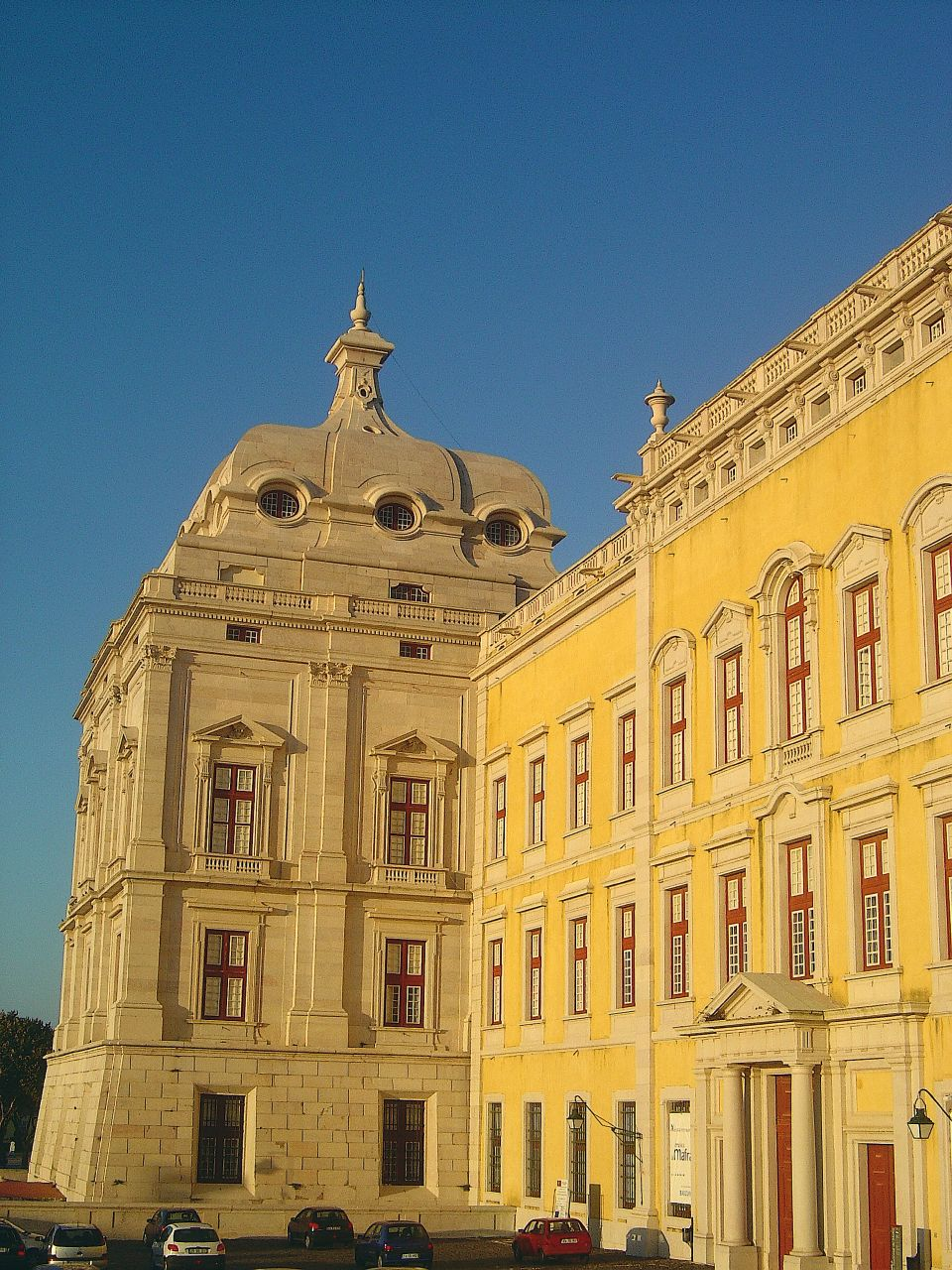
Национальный дворец в Мафра

## Расположение
Город расположен на северо-запад от столицы в 6 км от побережья Атлантического океана.
Расстояние до:
- Лиссабон = 30 км
- Сантарен = 65 км
- Лейрия = 101 км

Муниципалитет граничит:
- на севере — муниципалитет Торреш-Ведраш
- на северо-востоке — муниципалитет Собрал-де-Монте-Аграсу
- на востоке — муниципалитет Арруда-душ-Виньюш
- на юго-востоке — муниципалитет Лореш
- на юге — муниципалитет Синтра
- на западе — Атлантический океан

## Население
| Население муниципалитета Мафра (1801—2011) | Население муниципалитета Мафра (1801—2011) | Население муниципалитета Мафра (1801—2011) | Население муниципалитета Мафра (1801—2011) | Население муниципалитета Мафра (1801—2011) | Население муниципалитета Мафра (1801—2011) | Население муниципалитета Мафра (1801—2011) | Население муниципалитета Мафра (1801—2011) | Население муниципалитета Мафра (1801—2011) | Население муниципалитета Мафра (1801—2011) |
| ------------------------------------------ | ------------------------------------------ | ------------------------------------------ | ------------------------------------------ | ------------------------------------------ | ------------------------------------------ | ------------------------------------------ | ------------------------------------------ | ------------------------------------------ | ------------------------------------------ |
| 1801                                       | 1849                                       | 1900                                       | 1930                                       | 1960                                       | 1981                                       | 1991                                       | 2001                                       | 2004                                       | 2011                                       |
| 4200                                       | 10 734                                     | 25 021                                     | 29 750                                     | 35 739                                     | 43 899                                     | 43 731                                     | 54 358                                     | 62 009                                     | 76 685                                     |

## История
Город основан в 1189 году.

## Достопримечательности

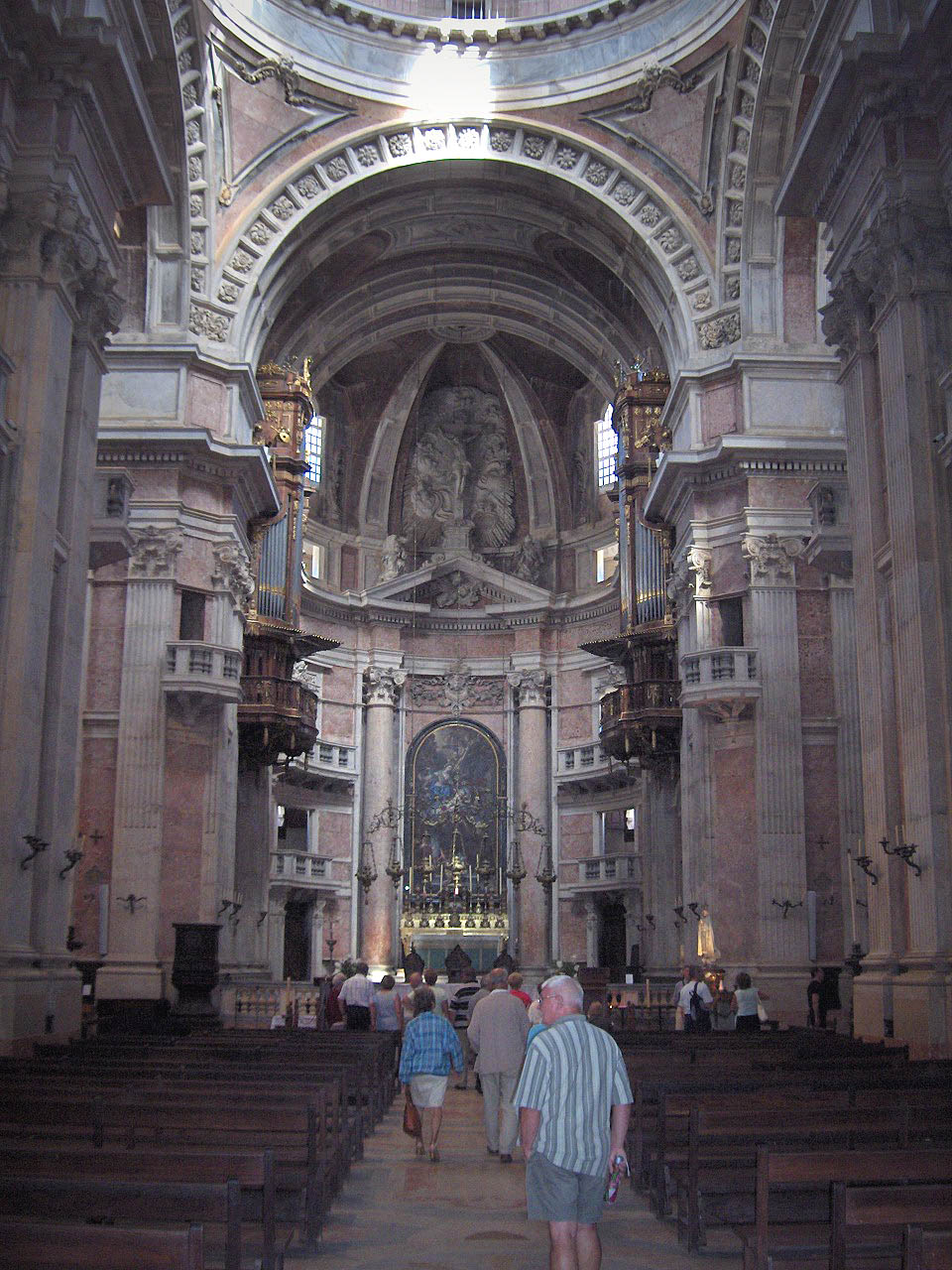
Неф базилики

- Монастырский ансамбль в Мафре, построенный в 1707—1750 гг., возник в результате грандиозного проекта короля Жоана V. В честь рождения наследника он решил осуществить свою честолюбивую мечту — затмить испанский Эскориал. В художественном романе Жозе Сарамаго «Воспоминание о монастыре» (порт. Memorial do convento) (1982) утверждается, что в строительстве монастыря участвовали более 50 тысяч человек, насильно согнанных со всей Португалии. Оплачивалось колоссальное строительство золотом и бриллиантами, поступавшими из Бразилии. За главным фасадом длиной 220 м расположены 880 помещений, которые вряд ли были обитаемы. Весь комплекс занимает площадь 40 тысяч м²., а мраморная базилика замка по размерам сравнима с собором.

В архитектурной мастерской Мафры под руководством выходца из Германии Иоганна Фридриха Людвига и других иностранных архитекторов выросло поколение португальских строителей и художников, в том числе величайший скульптор Жоаким Машаду де Каштру. Весь величественный комплекс симметрично сгруппирован вокруг базилики. Примыкающие к базилике крылья дворца завершены на углах квадратными башнями с широкими крышами-куполами упрощённой луковичной формы. Самыми интересными помещениями монастыря являются аптека, больница, дормиторий и кухня, но, конечно, первое место должно быть отдано библиотеке с 30 тысячами томов, среди которых первое издание эпической поэмы Луиша де Камоэнса «Лузиады».
- Также известен парк — заповедник Тапада Насьонал де Мафра.

Он был создан в Мафре во времена правления короля Жуана V, как парк для королевского отдыха.
Территория парка 8 км². Парк содержит различные разновидности оленей, диких кабанов, лис, хищных птиц и многих других животных, существующих в необычно богатой и разнообразной естественной среде обитания в парке.
Парк также открыт для пеших и велосипедных прогулок, езды на лошадях, стрельбы из лука и арбалета.

## Экономика
Экономика основана на сельскохозяйственном производстве и туризме.

## Районы
| - Азуейра - Венда-ду-Пиньейру - Вила-Франка-ду-Розариу - Градил - Игрежа-Нова - Карвоейра - Малвейра - Мафра - Мильяраду | - Сан-Мигел-де-Алкаинса - Санту-Изидору - Санту-Эштеван-даш-Галеш - Собрал-да-Абельейра - Шелейруш - Энкарнасан - Эншара-ду-Бишпу - Эрисейра |

## События и фестивали
- Фестиваль моллюсков в Рибамаре.
- Фестивали в честь Богоматери из Назарета[3]

## Города-побратимы
- Фреэль (Франция, с 1990)[4]

## Фотогалерея

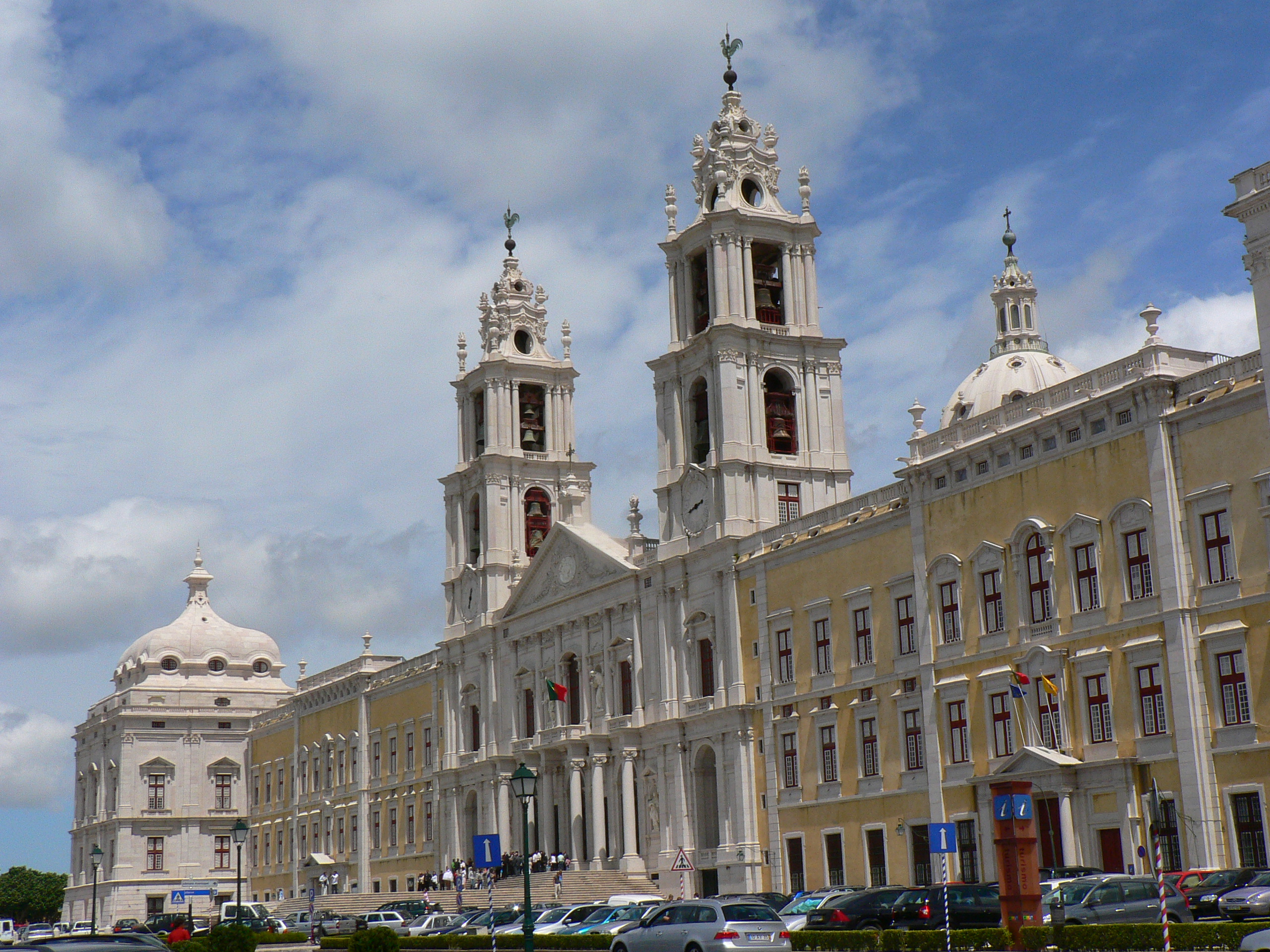